# La Zaragozana
La Zaragozana, conocida comercialmente como Cervezas Ámbar, es una empresa cervecera española con sede en Zaragoza y fundada en 1900 como «Fábrica de Cerveza, Malta y Hielo». La compañía se empezó a gestar en el año 1898, cuando un grupo de amigos influyentes de Aragón, entre los que se encontraba el alcalde de Zaragoza, Ladislao Goizueta, encontraron en la fabricación de cerveza una salida a la abundante cebada que se cultivaba en Aragón, España. 
Actualmente, la empresa comercializa una gama de trece cervezas, la más popular de las cuales es la denominada Ámbar Especial. Ello supone que es la cervecera española con más cervezas distintas en el mercado.  Además, fue la primera cervecera nacional en elaborar una cerveza sin alcohol (Ámbar Sin), una cerveza con sabor (Ámbar Lemon), una cerveza de fermentación a alta temperatura (Ámbar 1900), una cerveza a base de trigo (Ámbar Caesaraugusta) y una cerveza negra de caña de azúcar (Ámbar Negra).
El Grupo La Zaragozana tiene una posición dominante en el mercado cervecero aragonés, donde copa el 50% de las ventas, pero su cuota nacional se reduce únicamente al 2%. Sus planes de negocio actuales pretenden doblar esta cifra hasta alcanzar el 4% en 2018. El grupo también es propietario de la distribuidora comercial Bebinter y de Cobecsa, productora de Agua de Lunares y de refrescos Konga situada en Jaraba (Zaragoza) España. 
En 2009 el alcalde de Zaragoza, Juan Alberto Belloch, le concedió a La Zaragozana el título honorífico de Embajador de Zaragoza.

## Historia

### Fundación y comienzos

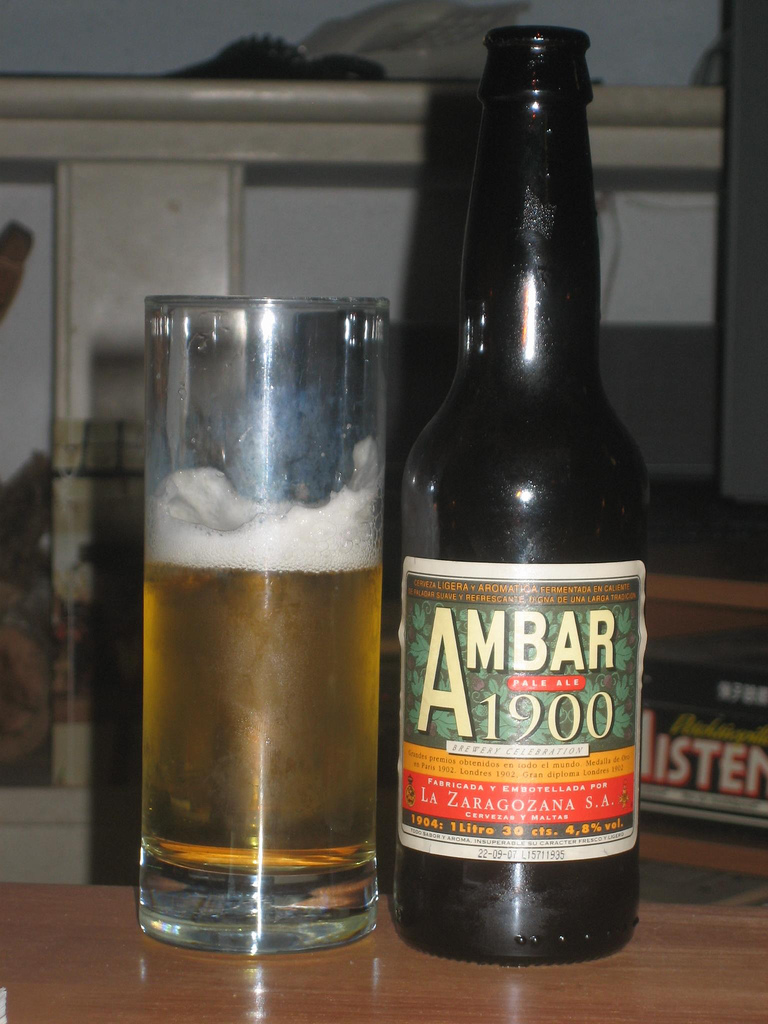
Botella de Ámbar 1900

La compañía fue fundada el 10 de julio de 1900. Ladislao Goizueta y Díaz fue su primer presidente, mientras que Enrique Lacadena y Laguna fue su primer vicepresidente. La fábrica se diseñó bajo inspiraciones de estilo alemanas. Este grupo de empresarios becaron al ingeniero Antonio Mayandía para que viajara al país germano a conocer las fábricas teutonas, y a su vuelta levantó los primeros edificios de la cervecera aragonesa. Para elaborar el producto contrataron al alemán Charles Schlaffer, que lanzó una cerveza tipo Pilsen, clara, y otra tipo Múnich, oscura.
La Zaragozana obtuvo reconocimiento internacional desde muy temprano. En 1902 consiguió el "Diploma de Honor con Gran Medalla de Oro" en la Exposición Internacional de Londres, y algunos años más tarde lograría medallas de oro en las exposiciones de París, Madrid y en la Exposición Hispano-Francesa de Zaragoza del año 1908. 
A principios de siglo, la cerveza se comercializaba y distribuía en toneles de madera y botellas sopladas artesanalmente, con tapón de corcho y etiquetas de papel de impresión muy rústica. El producto se transportaba desde la fábrica a los establecimientos de ventas en carros arrastrados por caballerías. Esa imagen de los caballos y el carro lleno de toneles es ahora el emblema de la firma y fue, durante mucho tiempo, una estampa familiar en las calles y plazas de Zaragoza.
La cuadra de caballos de La Zaragozana era un orgullo para la empresa. Estaba formada por doce percherones que arrastraban galeras, volquetes y coches de paseo. Ésta estaba conducida por un palafrenero, que también actuaba de auriga del coche del entonces presidente de la compañía.
Como ocurrió con todas las cerveceras del país, durante los difíciles años de posguerra, la fábrica sufrió la escasez de su principal materia prima: la Cebada; ello motivó una escasa distribución y la necesidad de importar cebada de Rusia y Oriente Medio. Como producto complementario, la fábrica elaboraba y distribuía barras de hielo.
La cebada importada se trasladaba desde el puerto de Barcelona, y es fama que la mitad de la carga se perdía en el trasiego para alimentar el estraperlo. Es difícil saber cómo, pero en La Zaragozana hay constancia de que en aquellos años se llegó a producir cerveza aragonesa con cebada rusa de excelente calidad.
Durante los años cuarenta y cincuenta la cerveza era una bebida muy apreciada en Aragón. Se formaban largas colas a las horas en que se pinchaban los escasos barriles servidos a los establecimientos y era habitual que el cliente realizase un pedido y luego la fábrica le enviase lo que podía. Como muestra de la penuria, en el bar-café Nacional, situado en la Plaza de España, solían pinchar un barril de cerveza a las seis de la tarde, y una vez gastado el barril ya no había más cerveza hasta el día siguiente.
Zaragoza, en esa época, estaba dividida en dos rutas de reparto que partían del Paseo de la Independencia. En cuanto a las ventas fuera de la capital, la distribución se hacía en grandes jaulas de madera de pino, numeradas y registradas, transportadas por ferrocarril. El registro de las jaulas no impedía que muchas veces llegaran incompletas a su destino.
Otro signo de los tiempos tenía que ver con los frigoríficos de Hielo, los únicos existentes por entonces. La Zaragozana, Fábrica de Cerveza, Malta y Hielo, era una de las principales abastecedoras de barras de hielo de Zaragoza. Las barras pesaban 25 kilos cada una, y se vendían por mitades o cuartos. En verano, envueltas en sacos de arpillera y arrastradas con garfios, se distribuían incluso en los domicilios particulares, por lo que la oferta  no daba abasto con la demanda. Los fines de semana la policía uniformada tenía que organizar las grandes colas de gente que se agolpaba a las puertas de la fábrica para conseguir hielo.
A principios de los sesenta, la cerveza dejó de ser un “lujo”. Fue entonces cuando la distribución empezó a realizarse en camiones de reparto. Los de La Zaragozana (dos Chevrolet y un Ford) fueron los primeros en verse por las calles de la ciudad.
La historia de las cervezas de La Zaragozana va también estrechamente ligada al auge de los cafés. En la capital aragonesa abundaban este tipo de establecimientos, que han desaparecido en su mayoría. Es obligado mencionar en este sentido el Gambrinus y La Maravilla de la Plaza de España; Antiguos Espumosos; Café Avenida; Alaska; Ambos Mundos (uno de los mayores cafés de Europa); El Moderno, en el Coso esquina Alfonso. En la actual calle Cinco de Marzo estaban el Oro del Rhin, que reunía a los aficionados taurinos, El Coto, con un jardín interior donde se bailaba, y el Nike. En el Tubo dejaron secuela El Plata (reabierto en 2008) y restaurantes como Tobajas, Teófilo, Casa Pascualillo o El Olimpo. Hubo otros, algunos de los cuales se mantienen, como el Café Levante, antes en la Puerta del Carmen y ahora en la calle Almagro; Espumosos, antes en Independencia y ahora en el Paseo de Sagasta; Casa Monreal en El Tubo; o Casa Agustín, en Don Pedro de Luna. En estos establecimientos, se tiraba cerveza de La Zaragozana, y algunos de ellos incorporaron innovaciones y singularidades, como la bandeja refrigera-vasos de Casa Agustín.

### Modernización

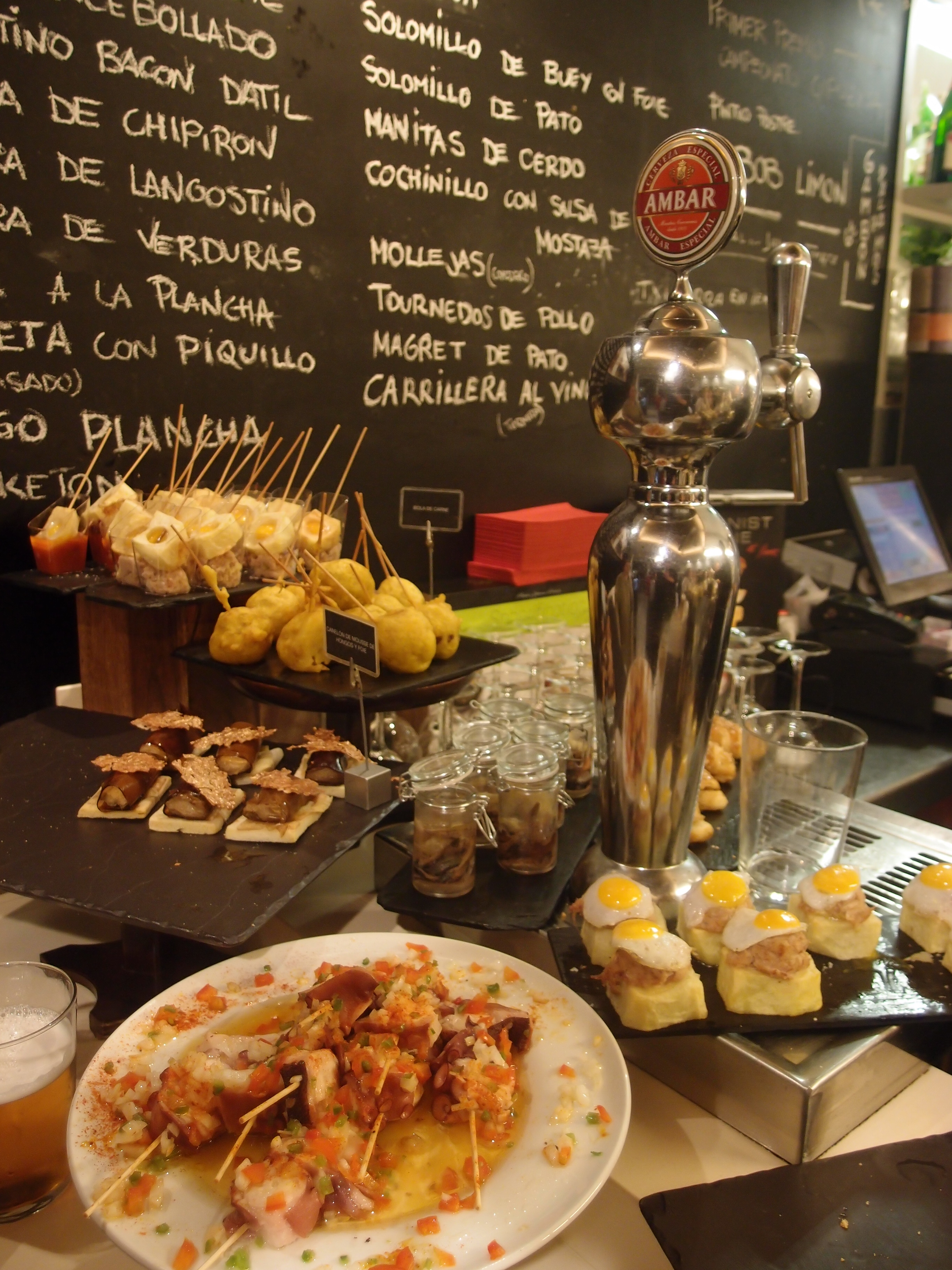
Tirador de Ámbar en un bar de tapas

El progreso de la industria del vidrio permitió una notable mejora en la fabricación de botellas. La Zaragozana adoptó este sistema de envasado, utilizando botellas serigrafiadas. El incremento del embotellado favoreció el consumo de cerveza en casa. En los establecimientos públicos el gusto popular se decantó por la cerveza servida en barril, con un pequeño porcentaje de clientes partidarios de la botella.
En los últimos años, la evolución de la tecnología cervecera ha ido pareja a la modernización de las instalaciones de la fábrica de La Zaragozana, en el céntrico enclave urbano de Terrazas de Cuéllar. En 1966 se sustituyó el sistema de filtración y acabado de la cerveza para mejorar su brillo y presentación, y en 1968 se sustituyeron los toneles de madera por barriles metálicos, que al principio fueron de aluminio y luego de acero inoxidable. Un paso adelante en este sistema se produjo en 1975, con la mejora del espadín de salida de la cerveza de barril. Unos años antes, en 1970, se montó y puso en marcha la nueva planta embotelladora, con maquinaria totalmente automatizada, pasteurizadores y etiquetadoras de gran velocidad. Posteriormente se puso en marcha el aparato llamado “Inspector”, automatismo de reducido tamaño que revisa las botellas antes del llenado. El “Inspector” es capaz de detectar con rayos láser la más mínima imperfección o anomalía en los envases que desfilan ante él a una velocidad de setenta mil botellas por hora.
En esa línea de mejoras tecnológicas, en 1976 se montaron los primeros tanques verticales de gran capacidad, donde se produce la fermentación y guarda o maduración del mosto. La mayor capacidad de los tanques ha permitido aumentar progresivamente la producción de la fábrica para satisfacer las necesidades del mercado.
También la presentación del producto embotellado experimentó un importante cambio de imagen en 1979, con la sustitución del embalaje en cajas de madera por las actuales de material plástico, lo que supuso mayor limpieza y comodidad de manejo.
En 1998 obtuvo la certificación de calidad ISO 9001, convirtiéndose en la primera cervecera española en conseguirla.

### Siglo XXI
La Zaragozana dio un nuevo impulso a su Plan de mejoras medioambiental en el año 2000 con el objetivo de recoger, reciclar y reutilizar sus residuos. Desde entonces, los orgánicos, como el bagazo -restos de la malta- y la levadura, son vendidos a los ganaderos para alimentar a las vacas y los residuos materiales como el cartón, el metal y el cristal son reciclados por empresas especializadas. También se renovaron los diseños de las botellas y de las cajas como fórmula para motivar el consumo de cerveza en formatos retornables. 
La puesta en marcha en 2002 de la planta de recuperación de carbónico procedente de la fermentación de la cerveza redujo la emisión de gas carbónico a la atmósfera. Una medida no obligatoria según las diferentes normativas en vigor, tanto europeas como españolas, pero que contribuye a reducir y reciclar 700.000 kilos de gas que son aprovechados por La Zaragozana para ajustar el contenido en carbónico de sus cervezas, preservar su sabor e impulsar la cerveza de barril que se sirve en los establecimientos de hostelería. El grado de pureza del carbónico es como mínimo del 99,998%. La capacidad total de recuperación de carbónico es de más de 5 millones de kilos, con un promedio a la hora de 600 kilos.
En 2006 se inició un plan estratégico cuyo objetivo era garantizar el futuro de La Zaragozana mediante un ambicioso plan de expansión. Una de las primeras acciones fue la construcción de un nuevo centro de envasado en La Cartuja (Zaragoza) con una inversión de 18 millones de euros que permitió triplicar la capacidad de envasado de cerveza.
La cervecera aragonesa alcanzó en 2014 una producción de 66 millones de litros de cerveza y un beneficio de 70,6 millones de euros.  Su cuota de mercado es del 2% del mercado nacional, del 50% en Aragón y del 80% en Zaragoza. Precisamente en 2014, la compañía presentó un plan de inversiones hasta 2018, por valor de 100 millones de euros, que pretende doblar su cuota de mercado en España hasta el 4%.
En 2015, el grupo ha renovado la imagen de la cerveza Ámbar Especial, introduciendo un triángulo dorado que viene a representar los tres productos básicos de la cerveza: agua, malta y lúpulo; y las tres provincias de Aragón.
En 2020, tras el confinamiento por la pandemia de COVID-19 y debido a una alta demanda de cerveza, deciden poner en marcha su tienda en línea, que destaca y consigue superar en visitas a sus competidores directos.

## Exportaciones
La Zaragozana lleva más de treinta años exportando y en su trayectoria ha alcanzado algunos hitos en el sector cervecero español. Los primeros antecedentes se remontan al año 1982, cuando la compañía comenzó a vender cerveza Ámbar Sin a diversos países árabes y a Portugal. El que fuera una cerveza sin nada de alcohol, la primera con estas características elaborada en España, y ser entonces la marca líder en ese segmento, facilitó su introducción.
En el año 1989, Ámbar Especial llega a EE. UU. y se convierte así en la primera marca española comercializada en este país. A partir de aquel año se exporta a Australia, Inglaterra y Francia. En 1997, la prestigiosa guía australiana Mark Shields incluye a Ámbar entre los mejores “sabores extranjeros” del mundo. Ese mismo año, las dos mayores cadenas de alimentación inglesas, Sainsbury y Tesco, comienzan a comercializar Ámbar en sus establecimientos. 
En los primeros años del siglo XXI se refuerza la política exportadora de la compañía, consiguiendo que Ámbar Especial pueda encontrarse a día de hoy en 20 países de los cinco continentes: EE. UU., Australia, Japón, Singapur, Inglaterra, Francia, Italia, Andorra, Suiza, Canadá, Portugal, Kuwait, México o Libia, entre otros. Actualmente, el 3,7% de la producción anual de sus cervezas se comercializa en el exterior y con el plan de negocio en vigor, La Zaragozana pretende aumentar esta cifra hasta el 7%.

## Museo de la cerveza La Zaragozana
En el año 2000, en el 100 aniversario de La Zaragozana, la cervecera abrió en su fábrica original de 1900 un museo que muestra el proceso de elaboración de la cerveza, la historia de la compañía y los productos que actualmente comercializa. Esta primera factoría se encontraba totalmente fuera del casco urbano de la ciudad cuando fue construida, pero con el paso de un siglo y el crecimiento de Zaragoza, el museo se encuentra perfectamente integrado en el barrio de San José, en la calle Ramón Berenguer IV, n.º 1.
En los diferentes espacios de la fábrica se muestran la maltería, con maquinaria de 1920 de la casa Teisset-Rose-Blault, la sala de cocidas o la sala de fermentación. El museo también cuenta con el denominado Espacio Ámbar, un salón social de degustación que se utiliza para realizar presentaciones de patrocinios, productos, campañas, etc.

## Productos que comercializa

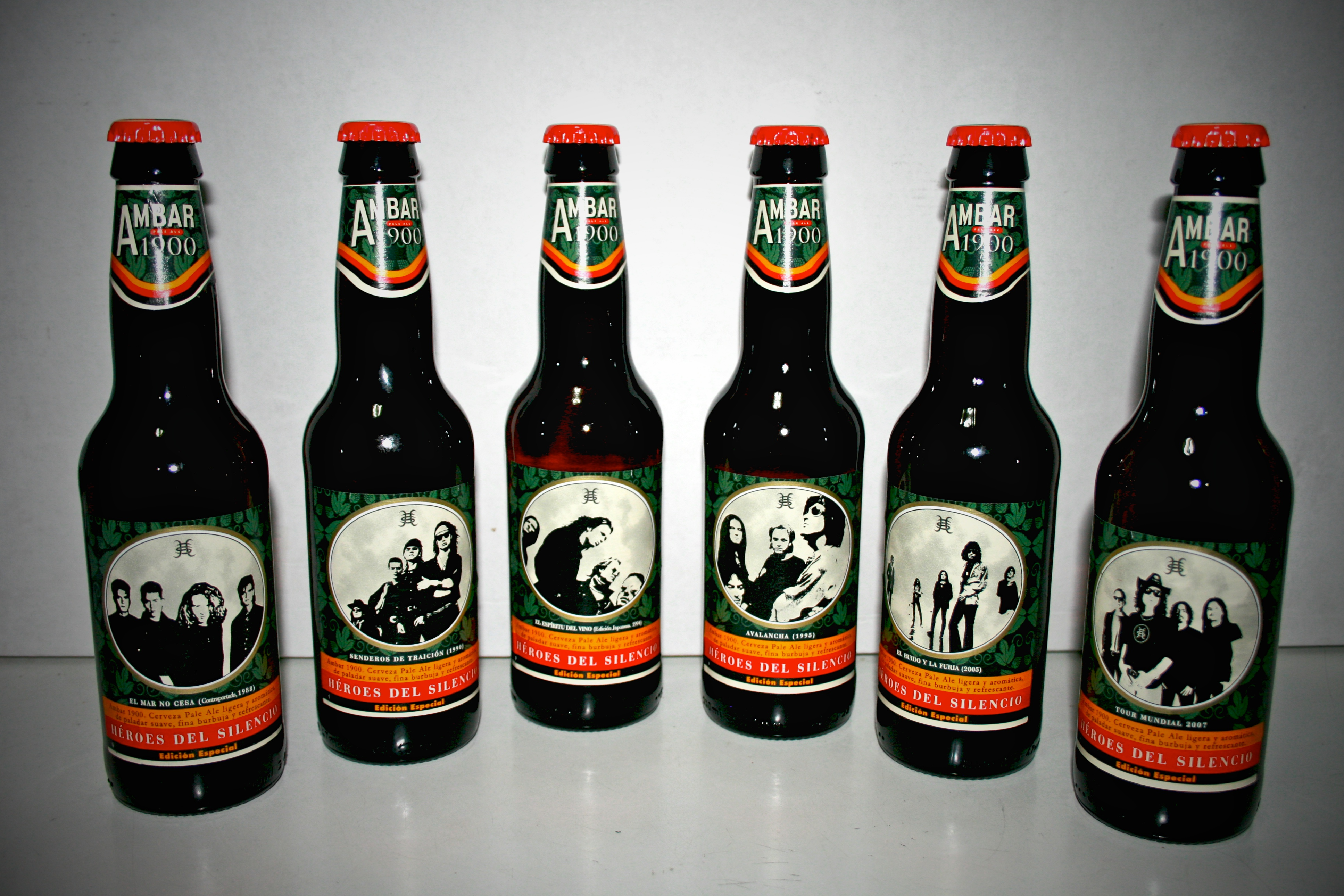
Botellas de la edición especial sacada a la venta en 2007 con motivo de la gira de reencuentro del grupo musical zaragozano Héroes del Silencio.

La Zaragozana es la empresa española que más estilos de cerveza elabora. Fabrica 13 tipos de cerveza, que son envasadas en más de 60 formatos diferentes. Fue pionera en la fabricación de la primera cerveza sin alcohol 0,0 (Ámbar Sin) en 1976 y la primera en España a base de trigo (Ámbar Caesaraugusta), en 2008. También fabrica la única cerveza en España de fermentación a alta temperatura (Ámbar 1900), y la única cerveza negra elaborada con azúcar de caña en Europa (Ámbar Negra). También embotella Agua de Lunares y produce los refrescos y gaseosas Konga.
- Ámbar Especial: Es su cerveza estrella. Cerveza "rubia" de color ambarino y amargor característico, en equilibrio con su cuerpo. 5,2% alc.

- Ámbar Premium: Es su segunda cerveza rubia, más ligera. Se comercializa únicamente en formato de 1 litro, de manera limitada, en homenaje a su primer centenario. También puede encontrarse en formato de 0,5 litros. 4,5% alc.

- Ámbar Sin: Cerveza sin alcohol que apareció en 1976. Con ella, La Zaragozana se convirtió en la primera empresa en comercializar este tipo de cerveza en España.

- Ámbar Green 0.0: Nombre que adoptó la antes denominada Ámbar Sin desde 1993. En su elaboración se utiliza una mezcla de variedades de maltas y arroz similares a las empleadas en la elaboración de las cervezas tipo "pilsen", dando a esta cerveza las características de una cerveza normal en sabor, cuerpo y amargor. 0,0% alc.

- Ámbar Export: Comenzó a producirse en 1980. Se trata de una cerveza roja, tostada, fuerte, elaborada con tres maltas que le confieren su sabor, cuerpo y aroma personal. Con doble periodo de fermentación y lenta maduración en bodega. 7% alc.

- Marlen: Cerveza de fabricación tradicional. De color amarillo pálido y bouquet con un amargor delicado ligeramente aromático. Refrescante en boca y de fino burbujeo. Sensaciones evolutivas en boca con tonos de frutos secos ligeramente tostados. 5,8% alc.

- Ámbar 1900: Su producción comenzó en 1996. Cerveza de tipo "pale-ale". 4,8% alc.

- Ámbar Negra: En cuya producción se emplea azúcar de caña. 4,8% alc.

- Ámbar Lemon: Cerveza Ámbar con zumo de limón. 0,0% alc.

- Ámbar Mansana: Cerveza Ámbar con zumo de manzana y fibra. 0,0% alc.

- Ámbar Caesaraugusta: Presentada en julio de 2008. Primera cerveza española elaborada con trigo al estilo de determinadas cervezas belgas.

- Sputnik: Cerveza aromatizada con vodka y perfumada con cítricos. 5,9% alc.

- Ámbar Especial Celíacos: Presentada con motivo de la Exposición Internacional de Zaragoza de 2008. Es una cerveza apta para celíacos.

- Ámbar Bombón: Producto consistente en cerveza con un ligero sabor a chocolate. Fue presentado en el mes de marzo de 2011 con motivo de las jornadas "Zaragoza Gastronómica" celebradas en dicha ciudad durante los últimos días de dicho mes.

- Ámbar 10: Cerveza con una elevada graduación (10% en volumen) con las diferentes aportaciones de los diez lúpulos, originarios de nueve países. Presenta un color anaranjado con destellos dorados con aspecto licoroso. Fue presentada en el mes de marzo de 2013 para la primera edición de Aragón con Gusto.

- Ámbar Picante: Producto consistente en cerveza con un sabor picante con cardamomo, bergamota, chile, miel y jengibre. Fue presentado en el mes de octubre de 2014 con motivo de las jornadas "Zaragoza Gastronómica".

- Ámbar Green Celíacos: cerveza 0.0 apta para celíacos.

- Moritz: La Zaragozana produce también, bajo licencia, las cervezas de esta marca de origen barcelonés (Moritz, Moritz Epidor y Aigua de Moritz).

- Agua de Lunares: Embotellada en Jaraba (Zaragoza) por su filial Cobecsa.

- Refrescos y gaseosas Konga: Producidos por la filial Cobecsa en su planta de Rincón de Soto (La Rioja).

## Patrocinios
La firma aragonesa ha anunciado un acuerdo de patrocinio por el que respaldará al equipo paralímpico español en su camino hacia los Juegos Olímpicos de Tokio 2020. El pacto, que tendrá dos años de duración, contará con deportistas de diferentes disciplinas que serán la cara visible del reto olímpico. 